# Ligne de vie (incendie)
Pour les articles homonymes, voir Ligne de vie (homonymie).
La ligne de vie est une technique, employée chez les sapeurs pompiers, qui leur permet d’avancer ou de s’engager dans un milieu enfumé sans prendre trop de risques. La ligne de vie se constitue d’une ligne guide et d’une liaison personnelle. La ligne guide est un cordage muni d’un mousqueton avec une plaque numérotée à une extrémité et à l’autre d’un anneau. Sa longueur est de 50 à 60 mètres et son diamètre de 6 à 8 mm. Elle peut être soit enroulée sur un tambour soit lovée dans un sac. Elle peut comporter des repères de progression pour faciliter le travail des binômes. Dans certains cas elle peut être remplacée par la LDT (lance du dévidoir tournant) ou par la LDV (lance à débit variable) . La liaison personnelle est un cordage d’une longueur totale de 6 mètres et d’un diamètre de 4 mm. L’extrémité courante est équipée d’un mousqueton et l’autre extrémité d’un mousqueton pour attacher la liaison sur le porteur. Un système solidaire doit être accroché à 1,25 mètre de l’extrémité pour permettre l’utilisation d’une liaison courte ou longue. Ainsi le binôme peut se déplacer le long de la ligne guide et être en liaison constante. Des repères de progression sont placés sur la ligne guide : - une olive isolée ou un nœud indique la sortie, - des olives ou des nœuds indiquent vers la progression. Un dispositif de dérivation peut être installé pour permettre l’exploration de grands espaces en atmosphère toxique. Ce système est constitué d’une plaque de dérivation pour le passage de la ligne guide. Des symboles sont placés sur cette plaque pour orienter le binôme et ainsi savoir sur quelle ligne guide se situe le binôme et ainsi se repérer pour se diriger vers la sortie.